# Fonyódi kistérség
A Fonyódi kistérség egy kistérség volt Somogy megyében, központja Fonyód volt, de a térségközponti szerepért versengés alakult ki Fonyód, Balatonboglár és Balatonlelle között. 2014-ben, az összes többi kistérséghez hasonlóan, megszűnt.

## Települései
Adatok a KSH 2010. évi helységnévkönyve szerint, 2010. január 1.
| Település      | Népesség | Terület (km²) |
| -------------- | -------- | ------------- |
| Fonyód         | 4886     | 53,55         |
| Balatonboglár  | 5920     | 32,04         |
| Balatonlelle   | 4921     | 43,23         |
| Balatonfenyves | 1878     | 51,93         |
| Karád          | 1514     | 52,38         |
| Látrány        | 1356     | 22,31         |
| Ordacsehi      | 779      | 22,56         |
| Gamás          | 744      | 42,92         |
| Somogybabod    | 495      | 10,59         |
| Somogytúr      | 443      | 35,30         |
| Visz           | 199      | 6,02          |

## Története
2007-ben négy település (Balatonberény, Balatonkeresztúr, Balatonmáriafürdő, Balatonszentgyörgy) átkerült innen a Marcali kistérségbe, Karád pedig ide került a Tabi kistérségből.